# إبراهيم الداوود
إبراهيم الداوود (14 يوليو 2000) هو لاعب كرة قدم فلسطيني يلعب كلاعب وسط مع نادي النهضة سبها في الدوري الليبي الممتاز. وُلد في العراق، وهو لاعب دولي فلسطيني في صفوف منتخب الشباب.

## مسيرته
لعب الداود كرة القدم على مستوى الأندية في السويد وألمانيا وليبيا. في السويد، لعب الداود لصالح نادي إسكيلستونا تحت 19 عامًا ونادي إسكيلستونا تحت 21 عامًا ونادي إسكيلستونافي موسم 2019-2020، لعب لصالح نادي سودرتاليا السويدي على سبيل الإعارة من نادي إسكيلستوناانضم إلى نادي فارمبولز في يناير 2020في ألمانيا، لعب الداود لصالح نادي إس في ديساو 05 في عام 2022نادي إم إس في بامبوونادي إيلينبورغفي سبتمبر 2024، انتقل الداود إلى نادي النهضة سبها في الدوري الليبي الممتاز.
في يوليو 2023، تلقى دعوة للعب مع منتخب فلسطين تحت 23 عامًا في دورة الألعاب العربية 2023 في قسنطينة، الجزائر.